# Cenovis

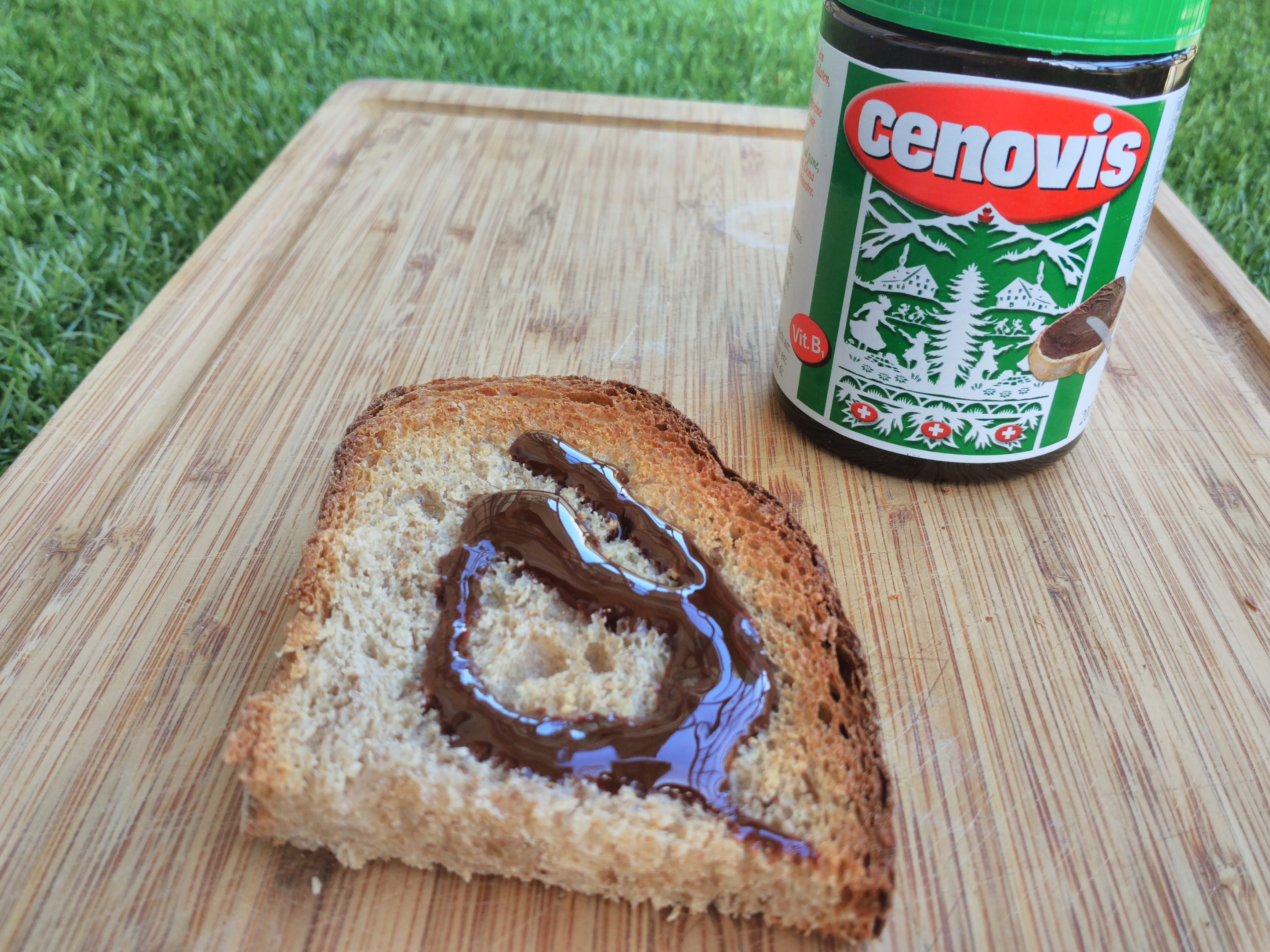
Cenovis no pão

Cenovis é um produto baseado no extracto de levedura que apresenta semelhanças com outros produtos como a Vegemite, o Cenovit e a Marmite, é rico em vitamina B1. Sob a forma de pasta alimentícia de cor castanho escura, utiliza-se para condimentar sopas, salsichas ou saladas. O modo mais popular de consumir Cenovis é untando-o numa fatia de pão com manteiga.
O Cenovis é popular na Suíça onde foi desenvolvido em 1931 e é hoje produzido pela empresa Cenovis SA. Tal como a vegemite, o cenovit e a marmite as pessoas se dividem com relação a este produto devido o seu forte sabor e odor, sobretudo aqueles que provam o Cenovis pela primeira vez. Cita-se geralmente como um produto de gosto adquirido, ou seja, que pouco a pouco se vai apreciando mais.
A empresa apresentou a seguinte história para o Cenovis: 
 Em 1931, um cervejeiro reciclou a levedura usada para a fermentação da cerveja: as substâncias vegetais ricas em vitamina B1. Depois de várias provas, o produto foi aperfeiçoado e um grupo de cervejeiros suíços lançou o Cenovis; o produto foi um êxito imediato e fez-se tão famoso e tão bom que foi incluído nas rações para os soldados suíços.